# Hoofdstedelijk Atheneum Karel Buls
Het Hoofdstedelijk Atheneum Karel Buls is een overheidsschool voor secundair onderwijs (ASO) gelegen te Brussel. Zij maakt deel uit van de scholengemeenschap van het Brussels Nederlandstalig onderwijs.

## Geschiedenis
De Brusselse Normaalschool werd opgericht bij besluit van de gemeenteraad van 29 maart 1874. Karel Buls, in 1881 burgemeester van de stad Brussel en eerste directeur van de Modelschool, kende een belangrijke plaats toe aan het onderwijs van het Nederlands in de scholen van de hoofdstad.
In 1914 richtte het gemeentebestuur van Brussel de "Vlaamse Afdeling" op. Deze "Vlaamse Afdeling" ontwikkelde zich tot een autonome Nederlandstalige Normaalschool. De Nederlandstalige Normaalschool vestigde zich in 1965 in de gebouwen gelegen aan de Rollebeekstraat.
Wijzigingen in de onderwijsstructuur brachten met zich dat de onderwijsopleiding losgekoppeld werd van de humaniorastudies: dit had tot gevolg dat de Karel Bulsschool nu zowel secundair onderwijs als pedagogisch hoger onderwijs van het kortere type ging verstrekken. Meer en meer leerlingen kwamen nu hoger middelbaar onderwijs volgen aan de Karel Bulsschool, die in 1976 uitgebreid werd met een vestiging te Laken.
Door de aanhoudende stijging van het aantal leerlingen konden nieuwe studierichtingen worden opgericht. De school biedt thans een aantal studierichtingen van het algemeen vormend onderwijs aan.
De school ligt aan de Bonekruidlaan - tussen de Versailleslaan en de Pagodenlaan/Beyseghemstraat, op de grens Laken/Neder-Over-Heembeek.